# Nana
NANA (яп. ナナ Нана) — сёдзё-манга авторства Ай Ядзавы, выходившая в журнале Cookie издательства Shueisha. Была адаптирована в аниме и 2 игровых фильма. Согласно опросу, проведённому в 2007 году министерством культуры Японии, занимала 50-е место среди лучшей манги всех времён.
Трансляция аниме осуществлялась с 5 апреля 2006 года по 29 марта 2007 года. В нём экранизированы 42 главы манги.

## Сюжет
В вагоне одного поезда, следовавшего в Токио, Нана Комацу, ехавшая к своему парню Сёдзи, случайно оказалась в кресле рядом с Наной Осаки, направлявшейся в столицу, чтобы исполнить своё желание — стать известной певицей. Будучи солисткой панк-группы «Blast», Осаки мечтает о дебюте своей группы в Токио, чтобы доказать себе, всему миру и своему парню Рэну, гитаристу популярной группы «Trapnest», что она может добиться успеха.
Будучи тёзками, девушки быстро находят общий язык, даже несмотря на противоположность характеров. Однако, увидев Сёдзи уже в Токио, Нана Комацу теряет из виду другую Нану: случайное знакомство в поезде подошло к концу. Но судьба сводит их снова, когда они сталкиваются в квартире, которую обе хотели снять. Слово за слово, они решают жить вместе. Ещё бы: ведь и без того низкая плата за квартиру станет в два раза ниже! Так и начинаются жизненные приключения двух девушек с одним именем, вместе идущих навстречу своим мечтам.

## Персонажи

### Главные герои

Нана «Хатико» Комацу (яп. 小松奈々).
Наивная девушка, имеющая способность «влюбляться с первого взгляда». За её беззаботность, а также за то что она всё время «крутится под ногами» как собачка, Нана Осаки прозвала её Хатико (в честь знаменитого пса, имя которого также образовано от «восемь», а «нана» означает ещё и «семь»). После того как услышала песню Наны под аккомпанемент Нобу, стала преданной фанаткой «Black Stones», а также первой и самой лучшей подругой солистки этой группы Наны Осаки, которая также являлась и её соседкой. Нана сама себя не совсем понимает, как и не понимает, чего ей нужно на самом деле, однако в конце концов ей пришлось сделать свой выбор. Вышла замуж за Такуми, у них есть дочь Сацуки и сын Рэн (в аниме показана только дочь, но Рэн упоминается в манге как старший). Однако Нана узнала о ребёнке, когда встречалась с Нобу, и точно не знала от кого он. Сама же Нана тоже сильно изменилась, она стала вести себя строго в соответствии с образом ямато-надэсико и даже Нобу называет «молодым господином».
Сэйю: Мидори Кавана (яп. 川菜翠).
Нана Осаки (яп. 大崎ナナ).
Солистка панк-группы «Black Stones». Приехала в Токио, чтобы стать певицей, а также чтобы доказать всем, и себе в первую очередь на что она способна. Влюблена в гитариста группы «Trapnest» Рэна. Мечта — сделать «Black Stones» известными на весь мир. Пытается казаться сильной и независимой личностью, но в глубине души ранима. Расставание с матерью оставило глубокую душевную рану в сердце Наны и даже когда она слишком нервничает, то начинает страдать от гипервентиляции. Очень привязана к Хатико, своей «собачке», но ей совершенно не нравится Такуми. Из-за своей худобы она кажется хрупкой и беззащитной, но тем не менее может постоять за себя. На плече у Наны татуировка в виде лотоса, что означает «Рэн». Её она сделала, когда влюбилась в Рэна.
Сэйю: Роми Паку (яп. 朴路美); голос в песнях: Анна Цутия.

### Black Stones (Blast)

Нобу Тэрасима (яп. 寺島伸夫).
Гитарист «Black Stones». Сочиняет музыку для песен его группы. Дружил с Наной Осаки ещё со школы и был человеком, приобщившим её к панк музыке. Является наследником богатой семьи владельцев сети гостиниц, но несмотря на это всем сердцем предан музыке. Очень болтлив в нетрезвом состоянии. Понял, что любит Нану Комацу, когда узнал о её отношениях с Такуми. Встречался некоторое время с ней, пока она не забеременела и не решила жить с Такуми.
Сэйю: Томокадзу Сэки (яп. 関智一).
Ясуси «Ясу» Такаги (яп. 高木泰士).
Играет на ударных инструментах. Является лидером группы «Black Stones». Обычно именно он решает все деловые и финансовые вопросы их коллектива. Мечтал стать адвокатом и даже получил юридическое образование, но стремление быть музыкантом победило. Для Наны и Нобу он почти как старший брат. Всегда действует в интересах близких ему людей, очень загадочный. Друзья даже однажды сравнили его с Буддой и шутили, что он достиг просветления. Курит сигареты под названием «Black Stones», которые и дали название их группе «Black Stones», сокращённо «Blast». Ясу и Рэн выросли в одном детском доме и оставались близкими друзьями. Встречался с Рэйрой в то время как учился в средней школе, однако когда Рэйра уехала в Токио, чтобы стать певицей. Позже влюбляется в Нану, но понимает, что та любит Рэна. К концу сериала он сам признаётся, что любит Нану, но она считает, что он любит её, скорее, как старший брат. Позже влюбляется в актрису Миу и начинает с ней встречаться. Его родители погибли в автокатастрофе, когда Ясу учился в третьем классе, его усыновили. В восьмом классе стал участником группы Blast.
Сэйю: Ёсихиса Кавахара (яп. 川原慶久).
Синъити «Син» Окадзаки (яп. 岡崎真一).
Бас-гитарист «Black Stones». Самый молодой член группы (15 лет). Семьи нет. Мама умерла, а отец, который появился в одном эпизоде, не биологический. Син подозревает, что биологический отец мог быть иностранцем. Сбежал от отца и теперь живёт у Нобу-сана преимущественно на деньги, которые дают ему женщины за время, проведённое с ними. Рэйра является одной из его «клиенток», а в будущем и любимой, так же их объединяет день рождения в один день — 1 ноября — и группа крови — IV, но после разговора с Такуми о разнице в возрасте решает разойтись с ней и подождать, пока достигнет совершеннолетия. Отличный игрок в маджонг. Как и Ясу, курит «Black Stones». Практически не ориентируется в японской культуре — в частности, не знает ни что такое танабата, ни что такое красная нить судьбы, объясняется это тем, что он долгое время рос за границей. В конце 2 сезона Син отбывает срок в тюрьме за хранение наркотической травы.
Сэйю: Акира Исида (яп. 石田彰).

### Trapnest

Рэйра Сэридзава

Рэн Хондзё (яп. 本城蓮).
Бывший басист Blast, гитарист «Trapnest». Будучи сиротой, Рэн вырос в приюте и научился заботиться о себе в возрасте 12 лет. Считает школу очень скучным местом. Любит играть на гитаре, искусство игры на которой довёл до совершенства. Рэн и Ясу всегда были хорошими друзьями и однажды решили организовать группу «Black Stones». Группа была довольно успешна в своём городе, но вряд ли это могло бы сделать Хондзё большой звездой, поэтому когда он получил предложение от «Trapnest» присоединиться к ним, Рэн согласился. Когда впадает в стресс, начинает пить или даже употреблять наркотические вещества, о его «недуге» знают члены Trapnest и Ясу, но держат в тайне, так как разоблачение может поставить крест на всей музыкальной группе.
Носит на шее замок с выгравированной буквой R, ключ от которого имеет только Нана Осаки. Любит Нану и, в принципе, не желает отдавать её кому-либо. В аниме-сериале сделал Нане Осаке предложение, на что она ответила ему согласием. В 21 томе манги он разбивается в автомобильной аварии — всё тело и лицо оказываются изуродованными и лишь руки остаются без единой царапины.
Сэйю: Хидэнобу Киути (яп. 木内秀信).
Такуми Итиносэ (яп. 一ノ瀬巧).
Лидер и бас-гитарист группы «Trapnest». Очень красив и имеет репутацию плейбоя, но, несмотря на его обаяние, он настолько увлечён работой, что на всё остальное чаще всего не хватает времени.
Вместе со своей сестрой вырос в семье, где отец был алкоголиком, а мама умерла, когда он учился в школе, из-за чего очень рано стал самостоятельным. Он и Рэйра были друзьями детства и даже когда они выросли, Такуми продолжал о ней заботиться как брат. Такуми также знает давно Ясу и имел сопернические отношения с ним.
Все песни группы исполняются под его аранжировки. Его любимая марка сигарет Gitanes. Некоторое время встречался с Нана Комацу, но в конце концов она расстаётся с ним и начинает встречаться с Нобу. Когда Нана Комацу узнаёт о своей беременности и выражает неопределённость касаемо отца ребёнка, то Такуми предлагает стать отцом независимо от того, чей это ребёнок на самом деле. Он переезжает с Наной в новую квартиру и позже женится на ней, но наличие жены не является помехой для Такуми, и он часто ходит от неё «налево», в чем однажды и признаётся ей.
Сэйю: Тосиюки Морикава (яп. 森川智之).
Рэйра Сэридзава (яп. 芹澤レイラ).
Солистка «Trapnest». Пишет слова к песням, имеет очень красивый голос, но петь не любит, хотя больше ничего не умеет. Хотя её имя обычно произносят и читают по-японски как Рэйра, на самом деле её зовут Лейла. По происхождению она наполовину американка, наполовину японка. Дружит с Такуми с тех пор, как переехала с матерью в Японию. Пока Такуми учил её японскому, она учила его английскому.
Влюблена в Такуми, хотя он делает вид, что не замечает её чувства. В прошлом встречалась с Ясу. К концу сериала влюбила в себя Сина и сама влюбилась в него, однако их отношения оставались тайной для остальных, так как Рэйра по сути на 7 лет старше Сина. Однако даже после этого продолжала страдать от того, что Такуми остаётся к ней равнодушным и собирается жениться на Нане (Комацу). После смерти Рэна попала в больницу с частичной потерей памяти.
Сэйю: Ая Хирано (яп. 平野綾); голос в песнях: Оливия Лафкин.
 Наоки Фудзиэда (яп. 藤枝 直樹).
Барабанщик группы «Trapnest». Самый простодушный и крикливый член группы. Присоединился к «Trapnest» в 8 классе, и, по мнению Такуми, он должен привлекать поклонниц своей миловидной внешностью. Сам Наоки тоже надеялся, что будет иметь успех у девушек.
В отличие от остальных членов «Trapnest» Наоки редко появляется в сериале. Дружит с Ясу, считая, что они лучшие друзья, также в довольно тёплых отношениях с Наной Комацу.
Сэйю: Анри Кацу (яп. 勝 杏里)

## Медиа

### Манга
Первая глава манги вышла 15 мая 2000 года. За десять лет всего был издан 21 том манги. Из-за болезни автора выход манги останавливался в 2007 году с июня по ноябрь, а затем повторно прекратился в апреле 2010 года. После выписки из больницы в апреле 2010 года Ай Ядзава сообщила, что не брала в руки перо с начала болезни и не знает, когда вернётся к созданию манги, если вообще вернется. В 2013 году к 100-му выпуску рубрики про неё в журнале Cookie Ай Ядзава собственноручно дорисовала двухстраничную экстру к манге, на тот момент впервые за три года вернувшись к созданию манги.

### Аниме
- Режиссёр аниме: Морио Асака (яп. 浅香守生)
- Сценарий аниме: Томоко Компару (яп. 金春智子)
- Художник-постановщик: Томоюки Симидзу (яп. 清水友幸)
- Дизайн: Кунихико Хамада (яп. 濱田邦彦)
- Композитор: Томоки Хасэгава (яп. 長谷川智樹)

Мангу адаптировала студия Madhouse. Трансляция аниме осуществлялась с 5 апреля 2006 года по 29 марта 2007 года. В Японии показывалось на канале NTV. Всего вышло 47 серий, каждая продолжительностью 25 минут, а также 3 дополнительных эпизода. В аниме экранизированы 42 главы манги.

### Фильмы
По манге было снято два игровых фильма. Первый фильм вышел 3 сентября 2005 года, второй — 9 декабря 2006 года. В первом фильме главных героинь играли Мика Накасима (Нана Осаки) и Аои Миядзаки (Нана Комацу), но во втором роль Наны Комацу сыграла Юи Итикава.

## Критика
Согласно опросу, проведённому в 2007 году министерством культуры Японии, занимала 50-е место среди лучшей манги всех времён. Кроме того, манга была в списке финалистов 10-й премии Осаму Тэдзуки. Также, согласно Oricon, 21-й том манги был распродан тиражом в 1,5 млн копий в 2009 году, что сделало его пятым по продажам среди всей манги за этот год.